# Васильєвка (Чановський район)
Васильєвка (рос. Васильевка) — присілок у Чановському районі Новосибірської області Російської Федерації.
Входить до складу муніципального утворення Щегловська сільрада. Населення становить 252 особи (2010).

## Історія
Згідно із законом від 2 червня 2004 року органом місцевого самоврядування є Щегловська сільрада.

## Населення
| 2002 | 2007 | 2010 |
| ---- | ---- | ---- |
| 284  | ↘263 | ↘252 |